# Nuno Mendes
Nuno Alexandre Tavares Mendes (født 19. juni 2002) er en portugisisk professionel fodboldspiller, som spiller for Ligue 1-klubben Paris Saint-Germain og Portugals landshold.

## Klubkarriere

### Sporting CP
Mendes begyndte sin karriere hos Sporting CP, hvor han gjorde sin førsteholdsdebut i juni 2020. Efter at Marcos Acuña forlod Sporting i sommeren 2020, fik Mendes sit gennembrud på førsteholdet, hvor han etablerede sig som fast mand.

### Paris Saint-Germain
Mendes skiftede i august 2021 til Paris Saint-Germain på en lejeaftale med en købsoption. Han imponerede stort i sin debutsæson, og blev inkluderet på årets hold i Ligue 1. Det blev i maj 2022 annonceret at PSG ville bruge købsoptionen, og han skiftede til klubben på en fast aftale.

## Landsholdskarriere

### Ungdomslandshold
Mendes har repræsenteret Portugal på flere ungdomsniveauer.

### Seniorlandshold
Mendes fik debut for Portugals landshold den 24. marts 2021.

## Titler
Sporting CP
- Primeira Liga: 1 (2020-21)
- Taça da Liga: 1 (2020-21)
- Supertaça Cândido de Oliveira: 1 (2021)

Paris Saint-Germain
- Ligue 1: 3 (2021-22, 2022-23, 2023-24)
- Coupe de France: 1 (2023-24)
- Trophée des Champions: 1 (2022)

Individual
- Primeira Liga Årets hold: 1 (2020-21)
- UNFP Ligue 1 Årets hold: 2 (2021-22, 2022-23)
- Ligue 1 Årets unge spiller: 1 (2022-23)